# Danh sách báo chí Guyana
Dưới đây là danh sách các báo tại Guyana.
- Guyana Chronicle
- Guyana Graphic
- Guyana Press
- Guyana Times
- Kaieteur News
- The Official Gazette of Guyana
- Stabroek News

Danh sách này không đầy đủ, bạn cũng có thể giúp mở rộng danh sách.